# NGC 2609
NGC 2609 je otvoreni skup u zviježđu Kobilici. 

## Vanjske poveznice
- SEDS: NGC 2609